# Fidji-France en rugby à XV
Cet article présente l'historique des confrontations entre l'équipe des Fidji et l'équipe de France en rugby à XV. Elles se sont affrontées à onze reprises, dont quatre fois en Coupe du monde. Les Français ont remporté toutes les rencontres excepté la dixième qu'ils ont perdue au Stade de France.

## Historique
Entre 1964 et 2014, la France et les Fidji se rencontrent 9 fois, pour autant de victoires françaises, à une époque où le rugby fidjien reste globalement assez loin des nations du Tier 1.
Mais dans les années 2010, le rugby fidjien semble en nette progression, porté par le rugby à sept, où son équipe s'impose comme une référence mondiale avec sa médaille olympique en 2016, mais surtout ses deux victoires consécutives dans les World Rugby Sevens Series. Mais ce sont aussi ses stars désormais présentes dans la plupart des grands clubs français et britanniques de rugby à XV qui font de cette équipe des Fidji un adversaire de plus en plus redouté, malgré la présence de nombreux joueurs fidjiens dans d'autres sélections nationales (notamment celle française avec Virimi Vakatawa, Noa Nakaitaci ou encore Tavite Veredamu)
Ce potentiel se concrétise notamment lors d'une première victoire historique, contre la France en 2018, au Stade de France. Plus encore que les exploits de leurs joueurs exceptionnels, c'est aussi par ce qu'elle montre d'amélioration dans les secteurs historiquement délaissés par les Fidjiens que cette victoire confirme la montée en puissance de l'équipe. La mêlée notamment — secteur sur lequel a beaucoup travaillé le coach adjoint français Alan Muir — montre de nombreux signes positifs contre le XV de France.

## Confrontations
| No         | Date             | Lieu                                              | Match          | Score   | Compétition                           |
| ---------- | ---------------- | ------------------------------------------------- | -------------- | ------- | ------------------------------------- |
| 1          | 17 octobre 1964  | Stade olympique Yves-du-Manoir, Colombes — France | France – Fidji | 21 – 3  | Test match                            |
| 2          | 7 juin 1987      | Eden Park, Auckland — Nouvelle-Zélande            | France – Fidji | 31 – 16 | Coupe du monde (quart de finale)      |
| 3          | 8 octobre 1991   | Stade Lesdiguières, Grenoble — France             | France – Fidji | 33 – 9  | Coupe du monde (poule D)              |
| 4          | 27 juin 1998     | Stade national, Suva — Fidji                      | Fidji – France | 9 – 34  | Test match                            |
| 5          | 16 octobre 1999  | Stadium municipal, Toulouse — France              | France – Fidji | 28 – 19 | Coupe du monde (poule C)              |
| 6          | 24 novembre 2001 | Stade Geoffroy-Guichard, Saint-Étienne — France   | France – Fidji | 77 – 10 | Test match                            |
| 7          | 11 octobre 2003  | Suncorp Stadium, Brisbane — Australie             | France – Fidji | 61 – 18 | Coupe du monde (poule B)              |
| 8          | 13 novembre 2010 | Stade de la Beaujoire, Nantes — France            | France – Fidji | 34 – 12 | Test match                            |
| 9          | 8 novembre 2014  | Stade Vélodrome, Marseille — France               | France – Fidji | 40 – 15 | Test match                            |
| 10         | 24 novembre 2018 | Stade de France, Saint-Denis — France             | France – Fidji | 14 – 21 | Test match                            |
| [ Note 1 ] | 15 novembre 2020 | Stade de la Rabine, Vannes — France               | France – Fidji | 28 – 0  | Coupe d'automne des nations (poule B) |
| 11         | 19 août 2023     | Stade de la Beaujoire, Nantes — France            | France – Fidji | 34 – 17 | Test match                            |